# Tettitelum hastulatum
Tettitelum hastulatum är en insektsart som först beskrevs av Kirby, W.F. 1914.  Tettitelum hastulatum ingår i släktet Tettitelum och familjen torngräshoppor. Inga underarter finns listade i Catalogue of Life.